# (36) Atalanta
(36) Atalanta és l'asteroide núm. 36 de la sèrie. Fou descobert per en Hermann Mayer Salomon Goldschmidt el 5 d'octubre del 1855 des de París. Rep el nom de l'heroïna Atalanta de la mitologia grega.